# Amurrio (concejo)
Amurrio es un concejo del municipio de Amurrio, en la provincia de Álava, España.

## Despoblados
Forman parte del concejo los despoblados de:
- Mariaca.[2]
- Saerín.[3]
- Ugarte.[4]

## Demografía
| Gráfica de evolución demográfica de Amurrio entre 2000 y 2019 |
|                                                               |
| Población de derecho según los censos de población del INE.   |